# Acarapis dorsalis
Acarapis dorsalis är en spindeldjursart som beskrevs av Morgenthaler 1934. Acarapis dorsalis ingår i släktet Acarapis och familjen Tarsonemidae. Inga underarter finns listade i Catalogue of Life.